# Philipp Walsleben

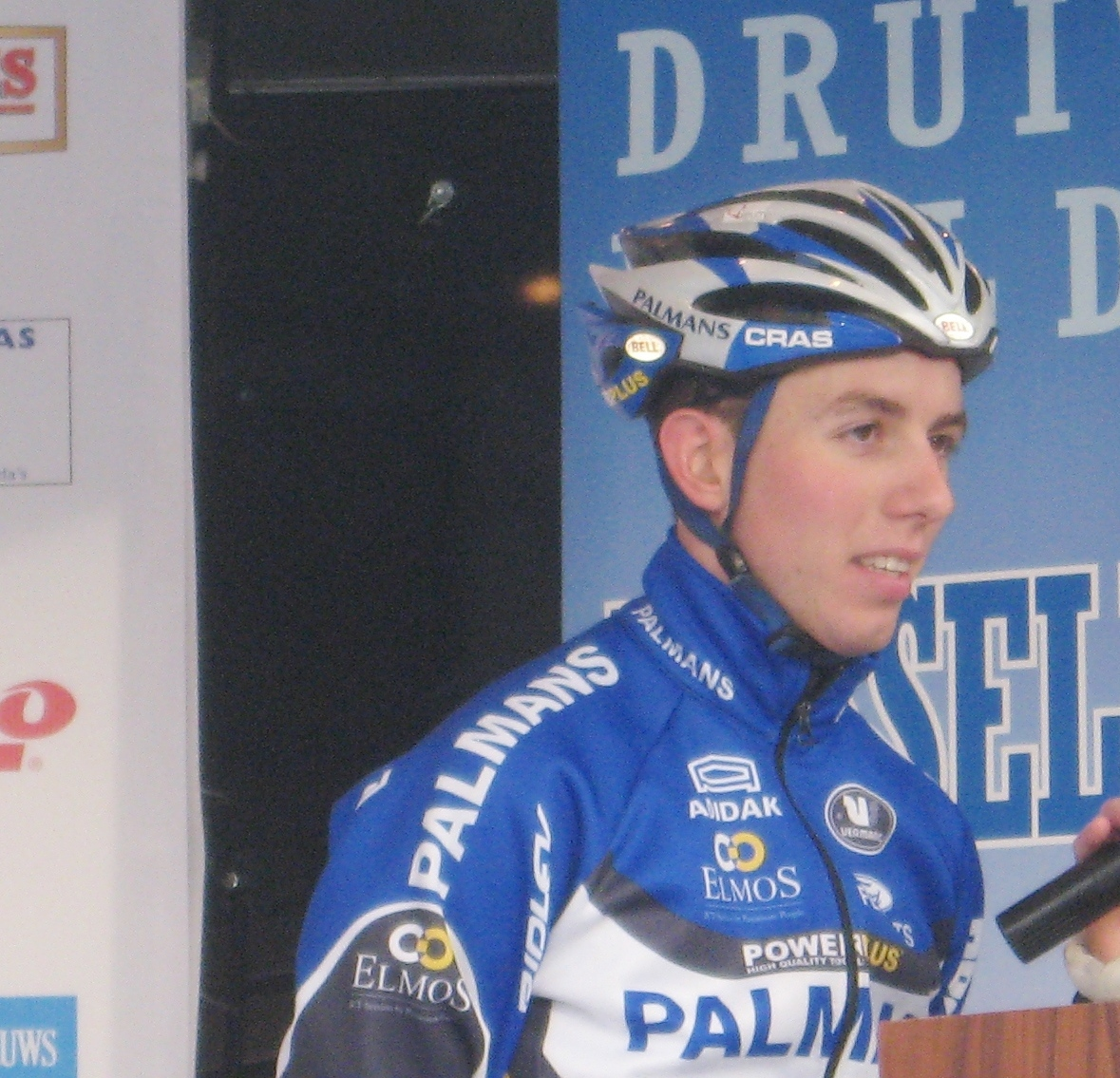
Philipp Walsleben bei einem Cyclocrossrennen in Overijse 2008

Philipp Walsleben (* 19. November 1987 in Potsdam) ist ein deutscher Radsporttrainer und ehemaliger Radrennfahrer.

## Werdegang
Seine größten Erfolge erzielte Walsleben im Cyclocross. So wurde er neunmal Deutscher Querfeldeinmeister, darunter sechsmal bei der Elite, einmal bei der U23 und zweimal bei den Junioren. In der Saison 2008/2009 wurde er bei der U23 erst Europa- und später Weltmeister, außerdem gewann er den U23-Weltcup.
Entsprechend dieser Spezialisierung fuhr Walsleben vorwiegend in Radsportteams, die sich schwerpunktmäßig im Radcross engagieren. Von 2009 bis 2017 fuhr er für das belgische UCI Continental Team BKCP-Powerplus. Mit diesem Team konnte er auch im Straßenradsport Erfolge erzielen. So gewann er u. a. 2013 einen Abschnitt und die Gesamtwertung des internationalen Etappenrennens Baltic Chain Tour.
Die Saison 2013/14 war Walslebens erfolgreichste Querfeldein-Saison. Mehrfach konnte er im Weltcup auf das Podium fahren und sich so in der Gesamtwertung unter den ersten Drei behaupten. Zudem konnte er zum vierten Mal deutscher Meister in der Elite werden.
Im November 2017 beendete Walsleben seine Laufbahn als Crossfahrer, um sich vermehrt dem Straßenradsport zu widmen. Er schloss sich dem Rad-Bundesliga-Mannschaft P&S Team Thüringen an. Für diese Mannschaft gewann er im Mai 2018 die Gesamtwertung der Bałtyk-Karkonosze Tour. Außerdem gewann er die Gesamtwertung der Rad-Bundesliga 2018.
Aufgrund seiner Leistungen im Jahr 2018 bekam er zur Saison 2019 einen Vertrag bei seinem ehemaligen Team Corendon-Circus. Für diese Mannschaft, die ab 2020 Alpecin-Fenix hieß, gewann er 2021 die Auftaktetappe der Boucles de la Mayenne und wurde Zweiter der Gesamtwertung.
Im August 2021 kündigte Walsleben seinen Rücktritt vom aktiven Radsport zum Ende der laufenden Straßensaison an. Kurz darauf gewann er im Zweiersprint gegen Niki Terpstra die Abschlussetappe des Arctic Race of Norway.
Im Dezember 2022 wurde Walsleben Performance Coach bei seinem letzten Team als Radrennfahrer, Alpecin Deceuninck.

## Erfolge
| 2004/2005 - Deutscher Meister (Junioren) - Deutscher Meister (Junioren) 2006/2007 - Deutscher Meister (U23) 2007/2008 - Superprestige Veldrit Gieten (U23) - GVA Trofee Niel (U23) - Superprestige Gavere - GVA Trofee Hasselt - UCI-Weltcup Mailand (U23) 2008/2009 - Stevens Cyclocross Cup Hamburg - Cross im Park Berlin - Superprestige, Ruddervoorde (U23) - UCI Weltcup Tabor (U23) - Koppenbergcross Oudenaare (U23) - Europameister (U23) - Weltcup Pijnacker (U23) - Superprestige Gavere (U23) - Grote Prijs van Hasselt (U23) - Superprestige Hamme-Zogge (U23) - Frankfurter Rad-Cross - GP Rouwmoer Essen (U23) - Weltcup Heusden-Zolder (U23) - Superprestige Diegem (U23) - Grote Prijs Sven Nys (U23) - Deutscher Meister - Weltcup Roubaix (U23) - Cyclocross-Weltmeister (U23) - Superprestige Hoogstraten (U23) - Superprestige Vorselaar (U23) 2009/2010 - Frankfurter Rad-Cross - Deutscher Meister 2010/2011 - Deutscher Meister 2012/2013 - Deutscher Meister 2013/2014 - Süpercross Baden - Deutscher Meister - Internationale Cyclocross Rucphen 2015/2016 - Deutscher Meister 2017/2018 - Toi Toi Cup Slaný | 2011 - eine Etappe Mi-Août Bretonne 2013 - eine Etappe Tour Alsace - Gesamtwertung und eine Etappe Baltic Chain Tour 2016 - Bergwertung Czech Cycling Tour 2017 - Bergwertung Tour du Limousin 2018 - Gesamtwertung und eine Etappe Bałtyk-Karkonosze Tour - Gesamtwertung Rad-Bundesliga 2021 - eine Etappe Boucles de la Mayenne - eine Etappe Arctic Race of Norway |